# Gundelsheim an der Altmühl

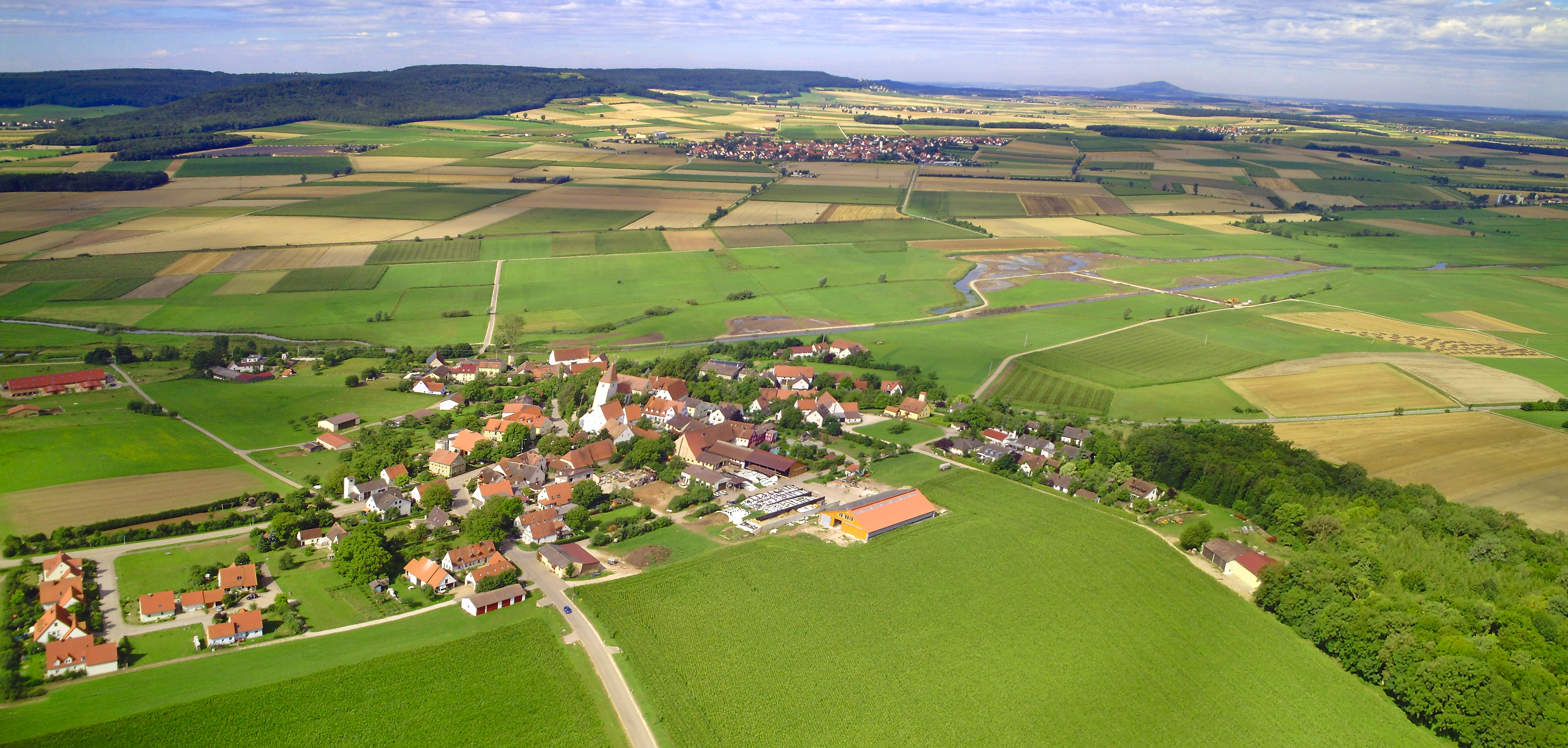
Luftaufnahme von Gundelsheim von Norden

Gundelsheim an der Altmühl (amtlich Gundelsheim a. d. Altmühl) ist ein Gemeindeteil der Gemeinde Theilenhofen im Landkreis Weißenburg-Gunzenhausen (Mittelfranken, Bayern). Die Gemarkung Gundelsheim hat eine Fläche von 3,631 km². Sie ist in 435 Flurstücke aufgeteilt, die eine durchschnittliche Flurstücksfläche von 8346,21 m² haben.

## Geographische Lage
Das Pfarrdorf befindet sich im Naturpark Altmühltal, nahe dem Hahnenkamm und zwischen Dittenheim und Stopfenheim direkt an der Altmühl. Nahe dem Ort münden der Wachsteiner Bach, der Weidachgraben (über einen Auengraben) und gegenüber der Dittenheimer Mühlbach. Die Hauptstraße des Ortes ist die Kreisstraße WUG 1, die Gundelsheim mit Weißenburg und über die Bundesstraße 13 mit Gunzenhausen verbindet. Nachbarorte sind Wachenhofen, Wachstein, Windsfeld, Dittenheim, Ehlheim und Alesheim. Theilenhofen befindet sich rund drei Kilometer Luftlinie nordöstlich.> Umgeben wird Gundelsheim besonders im Norden von mehreren einzelnen Wäldern, wie den Waldfluren Brennschlag und Lohholz. Die Gemeindegrenze zu Dittenheim schließt sich westlich direkt ans Dorf an, die Gemeindegrenze zu Alesheim liegt rund 750 Meter entfernt.

## Geschichte

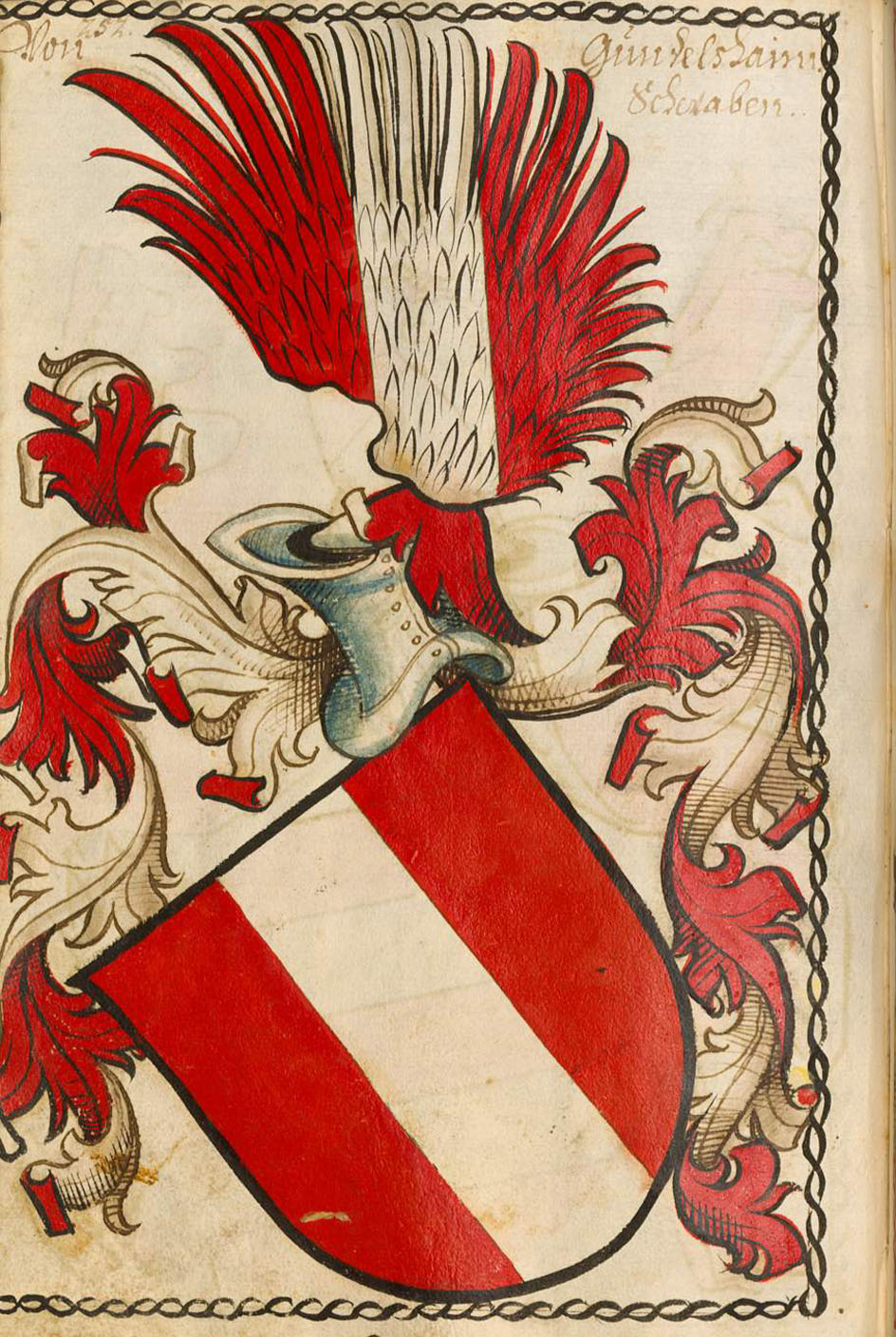
Das Wappen der Familie von Gundelsheim

Das Gebiet um Gundelsheim ist seit Jahrtausenden bewohnt, was mehrere vorgeschichtliche Siedlungen beweisen.
Aus Gundelsheim stammt das Adelsgeschlecht der Gundelsheimer. Sie waren ein Teil der reichsfreien fränkischen Ritterschaft in den Ritterkantonen Altmühl und Odenwald. 1344 wurde die staufische Burg des Adelsgeschlechtes in Gundelsheim zerstört. 1680 verstarb der letzte von Gundelsheim. 1971 wurde Gundelsheim Bundessieger im Wettbewerb Unser Dorf soll schöner werden. Bis zur Gemeindegebietsreform in Bayern, die am 1. Mai 1978 in Kraft trat, war Gundelsheim eine selbstständige Gemeinde im ehemaligen Landkreis Weißenburg in Bayern.

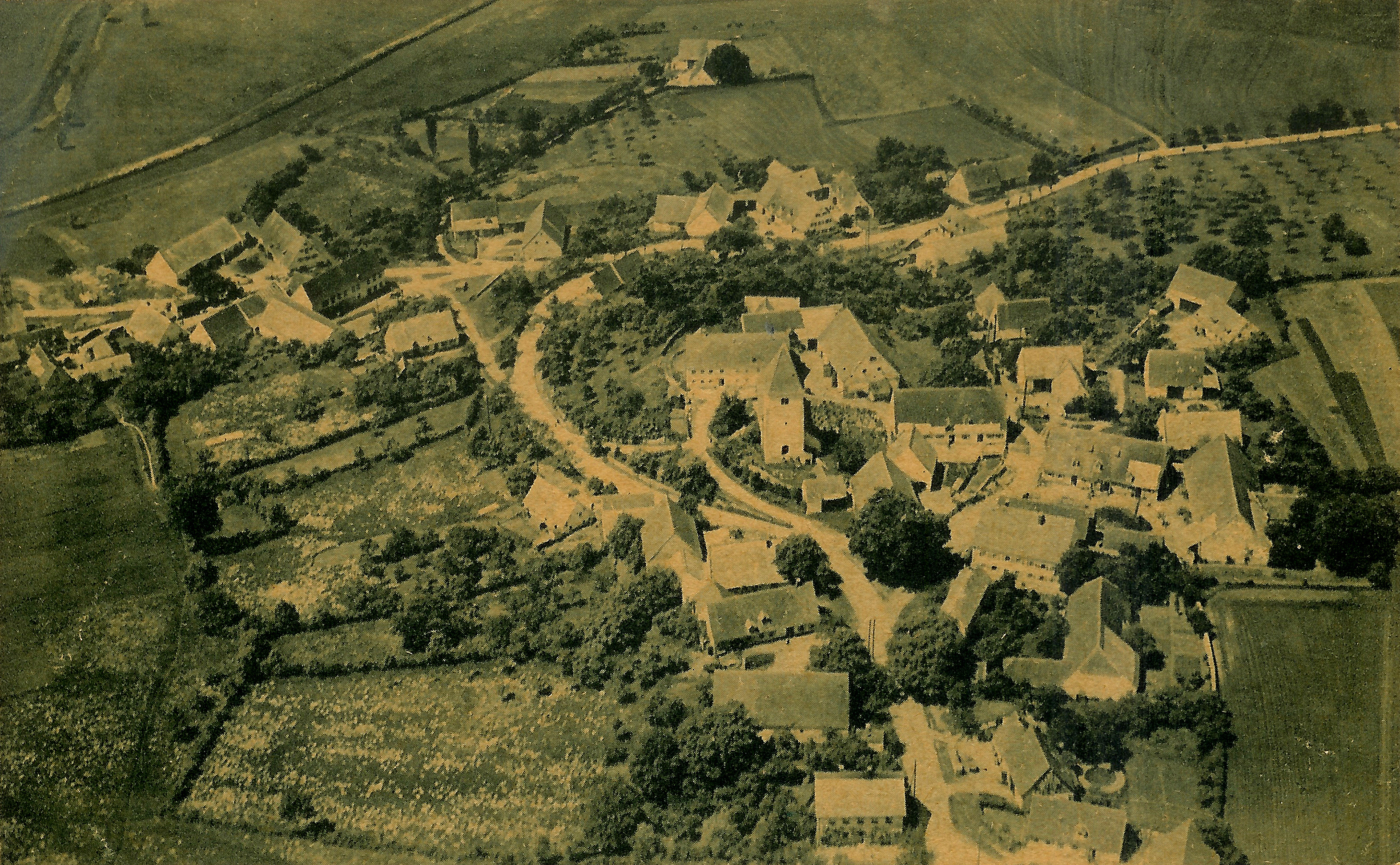
Gundelsheim um 1920, aufgenommen von einem Heißluftballon

## Bau- und Bodendenkmäler

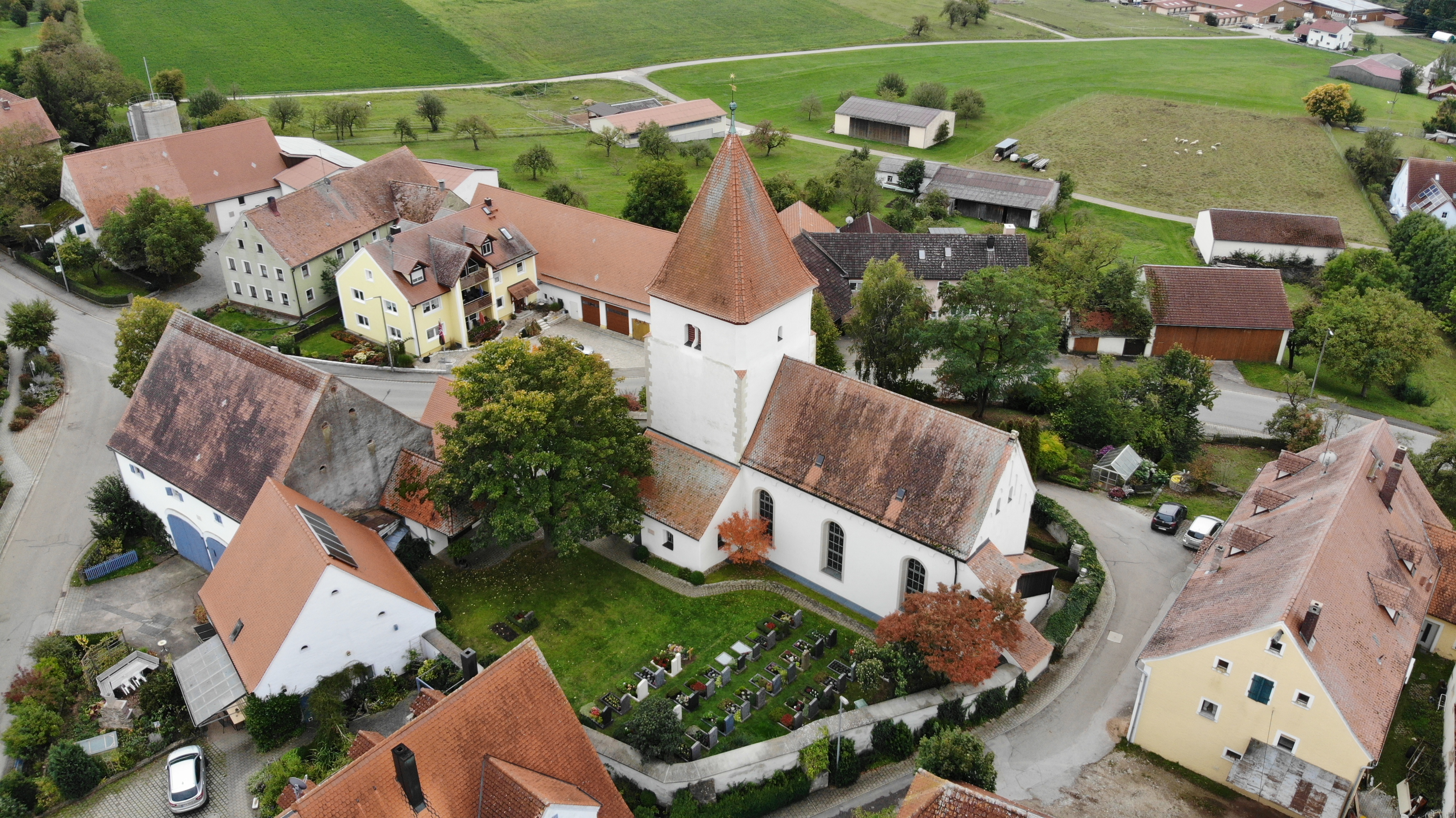
Kirche St. Bartholomäus mit Friedhof im Vordergrund

- Die evangelische St.-Bartholomäus-Kirche wurde an der Stelle errichtet, wo die Burg vor ihrer Zerstörung stand. Der Kirchturm stammt aus dem 14. Jahrhundert, während das neuromanische Langhaus 1908 neu gebaut wurde. Der Altar ist von 1700, das Kruzifix von 1888.[7] An der Nordwand ist eine spätgotische Sakramentsnische angebracht. Die mittelalterliche Friedhofsmauer besteht aus den Steinen der zerstörten Burg. Im romanischen Beinhaus sind mehrere Grabsteine aus dem späten 19. und frühem 20. Jahrhundert eingelassen.
- Das zweigeschossige Pfarrhaus ist ein Anfang des 19. Jahrhunderts erbauter giebelständiger Satteldachbau.
- Auf Gundelsheimer Gebiet befanden sich neolithische und vorgeschichtliche Siedlungen sowie Körpergräber des frühen Mittelalters. Es gab auch einen Einzelfund eines mittelalterlichen Radsporns.
- Im Bäuerlichen Heimatmuseum befinden sich alte landwirtschaftliche Geräte und Maschinen sowie alte Haushaltsgeräte. Eine Besonderheit des Museums ist die kleine Bauernküche.[8]

## Persönlichkeiten
- Johann Samuel Ehrmann (1696–1749), Hofkapellmeister und Musikdirektor der Ansbacher Markgrafen, Ehrmann stand ab 1744 der Gemeinde in Gundelsheim als Pfarrer vor, er starb auch im Ort